# Мбам и Ким
Мбам и Ким (фр. Mbam-et-Kim) — один из 10 департаментов Центрального региона Камеруна. Находится в северной части региона, занимая площадь в 25 906 км².
Административным центром департамента является город Нтуи (фр. Ntui). Граничит с департаментами: Майо-Баньо (на севере), Джерем (на севере), Лом и Джерем (на востоке), От-Санага (на юго-востоке), Лекье (на юге), Мбам и Инубу (на юго-западе) и Нун (на западе).

Департамент Мбам и Ким на карте Центрального региона

## Административное деление
Департамент Мбам и Ким подразделяется на 5 коммун:
1. Мбангассина (фр. Mbangassina)
2. Нгамбе-Тикар (фр. Ngambè-Tikar)
3. Нгоро (фр. Ngoro)
4. Нтуи (фр. Ntui)
5. Йоко (фр. Yoko)